# Santarém (Portogallo)
Santarém (sɐ̃tɐˈɾɐ̃ĩ) è un comune portoghese di 63 563 abitanti situato nel distretto di Santarém.
È il principale centro della antica regione del Ribatejo (Riva del Tago), posta parte in piano e parte su una collina a destra del fiume, polo economico e commerciale al centro di una zona importante per l'agricoltura e l'allevamento.

## Storia
Fu colonia romana, fondata probabilmente da Giulio Cesare, con il nome di Praesidium Iulium. Fu capoluogo di uno dei tre conventi della Lusitania romana. La denominazione attuale le fu data dai Visigoti che la chiamarono Santa Irmé, cioè Santa Irene. Conquistata dagli Arabi, rimase in loro potere fino al 1147 allorché fu presa dal primo re del Portogallo Alfonso Henriques.

## Monumenti e luoghi d'interesse
I principali monumenti sono:

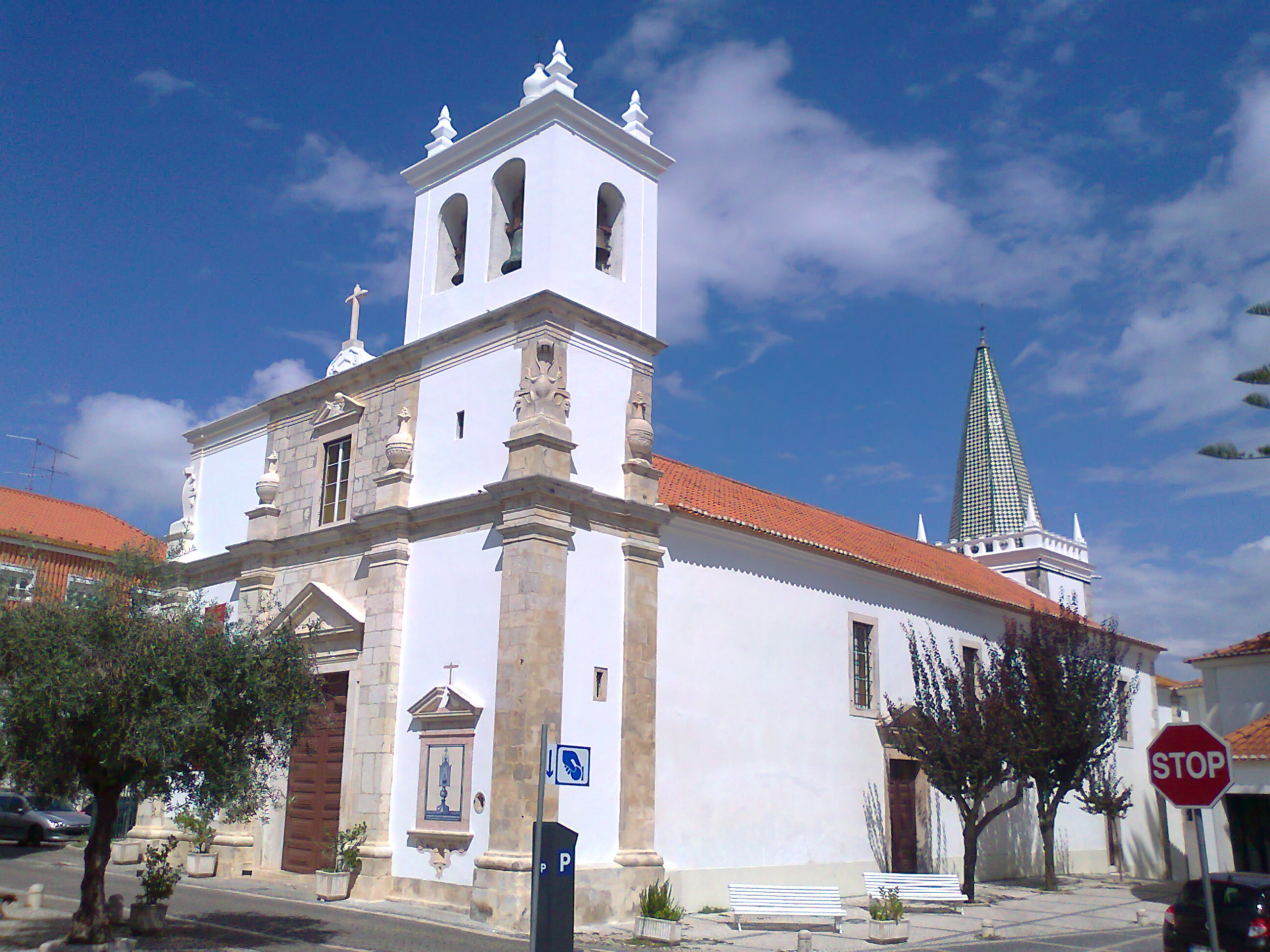
Il Santuario del Santissimo Miracolo di Santarém (o Chiesa di Santo Stefano)

- Santuario del Santissimo Miracolo (o Chiesa di Santo Stefano), che contiene la reliquia del famoso miracolo eucaristico avvenuto in Portogallo.
- Cattedrale dell'Immacolata Concezione del XVII secolo, facente parte del complesso in cui è incluso il seminario.
- Seminario di Santarém costruito per i Gesuiti nel 1676 sul luogo dove sorgeva il Palazzo Reale
- Convento di San Francesco fondato nella prima metà del secolo XIII e ricostruito nel XIV con chiostro gotico-manuelino e chiesa romanico-gotica
- Chiesa di Santa Chiara del secolo XIII custodisce la tomba di dona Leonor, figlia del re Alfonso III che fondò il convento di cui la chiesa faceva parte
- Chiesa di Marvila del secolo XVII riccamente decorata da azulejos
- Chiesa di Santa Maria della Grazia del 1380 in gotico fiorito con all'interno le tombe di Afonso Teles de Meneses fondatore delle chiesa, del nipote Pedro Meneses e del navigatore che scoprì il Brasile Pedro Álvares Cabral (1467-1526) sposato con una Meneses
- Museo Archeologico collocato dentro la Chiesa di San Giovanni di Alporão romanico-gotica raccoglie oggetti di vario tipo del periodo arabo e di quello manuelino
- Giardino delle Porte del Sole, giardino pubblico sul sito dell'antica cittadella araba

Come negli altri centri del Ribaltego, oltre ai mercati e alle feste, vi si svolgono le tradizionali corride in cui, a differenza di quelle spagnole, da regole risalenti all'inizio del XIX secolo, è proibito uccidere il toro, come nelle "pegas" in cui in una specie di rituale-danza una fila di uomini (forcados) cerca di afferrarlo per le corna e di immobilizzarlo ("pega" cioè presa).
A 10 km a nord-est è Apiarça centro agricolo che nella "Casa das Paludos", villa del 1905 dove l'amatore d'arte José Relvas ha raccolto una interessante ed eclettica collezione di quadri di maestri fiamminghi e di pittori naturalisti portoghesi dell'Ottocento, di oggetti d'arte, arazzi, tappeti, azulejos, ceramiche, che costituiscono oggi il Museu José Relvas arredato con i mobili antichi della villa.

## Società

### Evoluzione demografica
| Popolazione di Santarém (1801 – 2004) | Popolazione di Santarém (1801 – 2004) | Popolazione di Santarém (1801 – 2004) | Popolazione di Santarém (1801 – 2004) | Popolazione di Santarém (1801 – 2004) | Popolazione di Santarém (1801 – 2004) | Popolazione di Santarém (1801 – 2004) | Popolazione di Santarém (1801 – 2004) | Popolazione di Santarém (1801 – 2004) |
| ------------------------------------- | ------------------------------------- | ------------------------------------- | ------------------------------------- | ------------------------------------- | ------------------------------------- | ------------------------------------- | ------------------------------------- | ------------------------------------- |
| 1801                                  | 1849                                  | 1900                                  | 1930                                  | 1960                                  | 1981                                  | 1991                                  | 2001                                  | 2004                                  |
| 37304                                 | 15425                                 | 41994                                 | 54701                                 | 63777                                 | 62896                                 | 62621                                 | 63563                                 | 64124                                 |

## Freguesias
- Abitureiras
- Abrã
- Achete
- Alcanede
- Alcanhões
- Almoster
- Amiais de Baixo
- Arneiro das Milhariças
- Azóia de Baixo
- Azóia de Cima
- Casével
- Gançaria
- Marvila (Santarém)
- Moçarria
- Ourém
- Pernes
- Pombalinho
- Póvoa da Isenta
- Póvoa de Santarém
- Romeira
- Santa Iria da Ribeira de Santarém (Santarém)
- São Nicolau (Santarém)
- São Salvador (Santarém)
- São Vicente de Paul
- Tremês
- Vale de Figueira
- Vale de Santarém
- Vaqueiros
- Várzea

## Infrastrutture e trasporti
La città è servita dalla Linha do Norte su cui è situata la stazione ferroviaria principale.

## Amministrazione

### Gemellaggi
- Badajoz

## Sport

### Calcio
La principale squadra è l'União Desportiva de Santarém.